# Francileudo Santos
Pour les articles homonymes, voir dos Santos et Santos (homonymie).
 (octobre 2015).
Si vous disposez d'ouvrages ou d'articles de référence ou si vous connaissez des sites web de qualité traitant du thème abordé ici, merci de compléter l'article en donnant les références utiles à sa vérifiabilité et en les liant à la section « Notes et références ».
Francileudo dos Santos Silva Lima, appelé Santos ou Dos Santos (en sélection), né le 20 mars 1979 à Zé Doca (Brésil), est un footballeur tuniso-brésilien. International tunisien, il joue au poste d'attaquant.

## Biographie

### En club
Après avoir été formé dans le club brésilien de Sampaio Corrêa, il arrive au FC Sochaux lorsque le club retrouve la Ligue 2, en provenance du club tunisien de l'Étoile sportive du Sahel.
Cette arrivée en France lui permet de relancer sa carrière après avoir été contraint au banc des remplaçants avec le club belge du Standard de Liège. Santos dynamite les défenses de la Ligue 2 (21 buts en 29 matchs) et, notamment grâce à lui, Sochaux peut rejoindre la Ligue 1. Sa saison la plus aboutie est la saison 2003-2004 : Santos marque quatorze buts en championnat, et ce malgré le fait qu'il ait joué et remporté en janvier la coupe d'Afrique des nations avec la Tunisie. L'équipe, qui compte notamment des joueurs tels que Sylvain Monsoreau, Souleymane Diawara, Benoît Pedretti, Jérémy Mathieu, Mickaël Pagis et Pierre-Alain Frau, réalise une saison historique en terminant cinquième du championnat et en remportant la coupe de la Ligue en finale face au FC Nantes. De plus, Sochaux est éliminé en seizièmes de finale de la coupe de l'UEFA face à l'Inter de Milan (2-2 et 0-0). En juin 2004, Santos s'excuse de s'être drapé du drapeau brésilien lors de la célébration de la victoire du FC Sochaux en coupe de la Ligue française 2003-2004. À l'issue de la saison 2004-2005, Santos décide de changer de club pour la saison suivante et signe au Toulouse FC (en même temps que Jérémy Mathieu) pour la somme de 3,25 millions d'euros. Il reste sur une première saison en demie teinte et, en janvier 2007, après n'être apparu qu'à quatre reprises, il rejoint le club suisse du FC Zurich.
Toutefois, il revient en juillet 2007, à la fin de la saison, au FC Toulouse et marque trois buts lors d'un match amical contre la sélection régionale le 7 juillet 2007. Alors que l'entraîneur, Élie Baup, a clairement annoncé qu'il ne souhaitait pas ce joueur pour la saison 2007-2008, le club n'arrive pas à trouver un club qui convienne à Santos.
Celui-ci signe finalement à Sochaux pour la saison 2008-2009. Lors de sa première rencontre, il marque sur un coup franc contre le Dijon FCO (1-1). Lors du mercato d'hiver 2010, il signe au FC Istres puis, lors du mercato d'été 2010, dans son ancien club de l'Étoile sportive du Sahel.
Le 3 septembre 2013, l'attaquant, sans club et désirant retourner dans la région de Sochaux, signe en championnat de France amateur à l'ASM Belfort, puis au FC Porrentruy en Suisse.

### En sélection tunisienne
Santos est naturalisé en tant que citoyen tunisien en décembre 2003, quelques jours avant que le pays n'accueille la coupe d'Afrique des nations 2004. Il fait ses débuts pour les Aigles de Carthage le 17 janvier 2004 lors d'une victoire en match amical contre le Bénin à Sfax (2-1), lors duquel il marque après huit minutes. Lors des deux premiers matchs de groupe, il marque un but lors d'une victoire contre le Rwanda (2-1) et deux dans une victoire contre la RD Congo (3-0). Il ouvre le score après cinq minutes en finale, qui s'achève par une victoire sur le rival marocain au stade du 7-Novembre (2-1). Avec quatre buts, il est l'un des cinq meilleurs buteurs.
Il est le meilleur buteur de la Tunisie avec cinq buts marqués durant la phase qualificative de la coupe du monde 2006, dont quatre le 26 mars 2005 alors que son équipe bat le Malawi à domicile (7-0). Il fait également partie de l'équipe qui est éliminée de la phase de groupes lors de la coupe des confédérations 2005 en Allemagne, lors de laquelle il marque les deux buts d'une victoire contre l'Australie lors du dernier match.
Lors de la coupe d'Afrique des nations 2006 en Égypte, la Tunisie atteint les quarts de finale. Santos réussit un triplé lors d'une victoire contre la Zambie lors du premier match (4-1) et un autre lors d'une victoire contre l'Afrique du Sud lors du suivant (2-0),. L'entraîneur Roger Lemerre l'appele pour la coupe du monde 2006, où il ne joue que les dix dernières minutes d'une élimination en phase de groupes face à l'Ukraine au stade olympique de Berlin, en remplacement d'Adel Chedli. Santos participe également à la coupe d'Afrique des nations 2008 au Ghana ; il y marque deux fois lors d'une victoire contre l'Afrique du Sud lors du deuxième match de groupe (3-1).

## Statistiques

### Par saison
| Saison                | Club                  | Championnat             | Championnat | Championnat | Coupe(s) nationale(s) | Coupe(s) nationale(s) | Compétition(s) continentale(s) | Compétition(s) continentale(s) | Compétition(s) continentale(s) | Total | Total |
| Saison                | Club                  | Division                | M.          | B.          | M.                    | B.                    | Comp.                          | M.                             | B.                             | M.    | B.    |
| 1997-1998             | Standard de Liège     | Jupiler League          | 7           | 0           | -                     | -                     | C3                             | 3                              | 0                              | 10    | 0     |
| Sous-total            | Sous-total            | Sous-total              | 7           | 0           | -                     | -                     | -                              | 3                              | 0                              | 10    | 0     |
| 1998-1999             | Étoile du Sahel       | Ligue 1                 | 22          | 18          | -                     | -                     | -                              | -                              | -                              | 22    | 18    |
| 1999-2000             | Étoile du Sahel       | Ligue 1                 | 28          | 14          | -                     | -                     | -                              | -                              | -                              | 28    | 14    |
| Sous-total            | Sous-total            | Sous-total              | 50          | 32          | -                     | -                     | -                              | -                              | -                              | 50    | 32    |
| 2000-2001             | FC Sochaux            | Ligue 2                 | 31          | 21          | -                     | -                     | -                              | -                              | -                              | 31    | 21    |
| 2001-2002             | FC Sochaux            | Ligue 1                 | 22          | 1           | -                     | -                     | -                              | -                              | -                              | 22    | 1     |
| 2002-2003             | FC Sochaux            | Ligue 1                 | 31          | 8           | -                     | -                     | -                              | -                              | -                              | 31    | 8     |
| 2003-2004             | FC Sochaux            | Ligue 1                 | 29          | 14          | -                     | -                     | C3                             | 4                              | 3                              | 33    | 17    |
| 2004-2005             | FC Sochaux            | Ligue 1                 | 31          | 9           | -                     | -                     | C3                             | 6                              | 1                              | 37    | 10    |
| Sous-total            | Sous-total            | Sous-total              | 94          | 21          | -                     | -                     | -                              | 10                             | 4                              | 104   | 25    |
| 2005-2006             | Toulouse FC           | Ligue 1                 | 25          | 5           | -                     | -                     | -                              | -                              | -                              | 25    | 5     |
| 2006-2007             | Toulouse FC           | Ligue 1                 | 4           | 0           | -                     | -                     | -                              | -                              | -                              | 4     | 0     |
| Sous-total            | Sous-total            | Sous-total              | 29          | 5           | -                     | -                     | -                              | -                              | -                              | 29    | 5     |
| 2007                  | FC Zurich             | Super League            | 12          | 4           | -                     | -                     | -                              | -                              | -                              | 12    | 4     |
| Sous-total            | Sous-total            | Sous-total              | 12          | 4           | -                     | -                     | -                              | -                              | -                              | 12    | 4     |
| 2007-2008             | Toulouse FC           | Ligue 1                 | 3           | 0           | -                     | -                     | C3                             | 1                              | 2                              | 4     | 2     |
| Sous-total            | Sous-total            | Sous-total              | 3           | 0           | -                     | -                     | -                              | 1                              | 2                              | 4     | 2     |
| 2008-2009             | FC Sochaux            | Ligue 1                 | 15          | 2           | -                     | -                     | -                              | -                              | -                              | 15    | 2     |
| Sous-total            | Sous-total            | Sous-total              | 15          | 2           | -                     | -                     | -                              | -                              | -                              | 15    | 2     |
| 2010                  | FC Istres             | Ligue 2                 | 11          | 1           | -                     | -                     | -                              | -                              | -                              | 11    | 1     |
| Sous-total            | Sous-total            | Sous-total              | 11          | 1           | -                     | -                     | -                              | -                              | -                              | 11    | 1     |
| 2010-2011             | Étoile du Sahel       | Ligue 1                 | 21          | 4           | -                     | -                     | -                              | 1                              | 0                              | 22    | 4     |
| 2011-2012             | Étoile du Sahel       | Ligue 1                 | 16          | 0           | -                     | -                     | -                              | 4                              | 1                              | 20    | 1     |
| 2012-2013             | Étoile du Sahel       | Ligue 1                 | 5           | 0           | -                     | -                     | -                              | -                              | -                              | 5     | 0     |
| Sous-total            | Sous-total            | Sous-total              | 42          | 4           | -                     | -                     | -                              | 5                              | 1                              | 47    | 5     |
| 2013-2014             | ASM Belfort           | CFA                     | 17          | 2           | -                     | -                     | -                              | -                              | -                              | 17    | 2     |
| 2014-2015             | ASM Belfort           | CFA                     | 6           | 0           | -                     | -                     | -                              | -                              | -                              | 6     | 0     |
| Sous-total            | Sous-total            | Sous-total              | 23          | 2           | -                     | -                     | -                              | -                              | -                              | 23    | 2     |
| 2015-2016             | FC Porrentruy         | 2e Ligue interrégionale | 0           | 0           | -                     | -                     | -                              | -                              | -                              | 0     | 0     |
| 2016-2017             | FC Porrentruy         | 2e Ligue interrégionale | 0           | 0           | -                     | -                     | -                              | -                              | -                              | 0     | 0     |
| Sous-total            | Sous-total            | Sous-total              | 0           | 0           | -                     | -                     | -                              | -                              | -                              | 0     | 0     |
| Total sur la carrière | Total sur la carrière | Total sur la carrière   | 286         | 71          | -                     | -                     | -                              | 19                             | 7                              | 305   | 78    |

Repères :
- Premier match en Ligue 1 (27 octobre 2001) : FC Sochaux-Nantes (0-1) ;
- Première sélection (17 janvier 2004) : Tunisie-Bénin (2-1).

### Buts en sélection
Le tableau suivant liste les résultats de tous les buts inscrits par Francileudo Santos avec l'équipe de Tunisie.
| N° | Date             | Stade                                          | Adversaire     | But | Score | Compétitions |
| -- | ---------------- | ---------------------------------------------- | -------------- | --- | ----- | ------------ |
| 1  | 17 janvier 2004  | Stade Taïeb-Mehiri, Sfax, Tunisie              | Bénin          | 1–0 | 2–1   | Amical       |
| 2  | 24 janvier 2004  | Stade du 7-Novembre, Radès, Tunisie            | Rwanda         | 2–1 | 2–1   | CAN 2004     |
| 3  | 28 janvier 2004  | Stade du 7-Novembre, Radès, Tunisie            | RD Congo       | 1–0 | 3–0   | CAN 2004     |
| 4  | 28 janvier 2004  | Stade du 7-Novembre, Radès, Tunisie            | RD Congo       | 3–0 | 3–0   | CAN 2004     |
| 5  | 14 février 2004  | Stade du 7-Novembre, Radès, Tunisie            | Maroc          | 1–0 | 2–1   | CAN 2004     |
| 6  | 4 septembre 2004 | Complexe sportif Moulay-Abdallah, Rabat, Maroc | Maroc          | 1–0 | 1–1   | QCM 2006     |
| 7  | 26 mars 2005     | Stade du 7-Novembre, Radès, Tunisie            | Malawi         | 2–0 | 7–0   | QCM 2006     |
| 8  | 26 mars 2005     | Stade du 7-Novembre, Radès, Tunisie            | Malawi         | 3–0 | 7–0   | QCM 2006     |
| 9  | 26 mars 2005     | Stade du 7-Novembre, Radès, Tunisie            | Malawi         | 5–0 | 7–0   | QCM 2006     |
| 10 | 26 mars 2005     | Stade du 7-Novembre, Radès, Tunisie            | Malawi         | 6–0 | 7–0   | QCM 2006     |
| 11 | 4 juin 2005      | Botswana National Stadium, Gaborone, Botswana  | Botswana       | 2–1 | 3–1   | QCM 2006     |
| 12 | 21 juin 2005     | Red Bull Arena, Leipzig, Allemagne             | Australie      | 1–0 | 2–0   | CC 2005      |
| 13 | 21 juin 2005     | Red Bull Arena, Leipzig, Allemagne             | Australie      | 2–0 | 2–0   | CC 2005      |
| 14 | 11 novembre 2005 | Stade Charléty, Paris, France                  | RD Congo       | 2–1 | 2–2   | Amical       |
| 15 | 22 janvier 2006  | Stade Haras El-Hedood, Alexandrie, Égypte      | Zambie         | 1–1 | 4–1   | CAN 2006     |
| 16 | 22 janvier 2006  | Stade Haras El-Hedood, Alexandrie, Égypte      | Zambie         | 3–1 | 4–1   | CAN 2006     |
| 17 | 22 janvier 2006  | Stade Haras El-Hedood, Alexandrie, Égypte      | Zambie         | 4–1 | 4–1   | CAN 2006     |
| 18 | 26 janvier 2006  | Stade Haras El-Hedood, Alexandrie, Égypte      | Afrique du Sud | 1–0 | 2–0   | CAN 2006     |
| 19 | 30 janvier 2006  | Stade du 7-Novembre, Radès, Tunisie            | Biélorussie    | 2–0 | 3–0   | Amical       |
| 20 | 9 septembre 2007 | Stade de Khartoum, Khartoum, Soudan            | Soudan         | 2–3 | 2–3   | QCAN 2008    |
| 21 | 27 janvier 2008  | Tamale Stadium, Tamale, Ghana                  | Afrique du Sud | 1–0 | 3–1   | CAN 2008     |
| 22 | 27 janvier 2008  | Tamale Stadium, Tamale, Ghana                  | Afrique du Sud | 2–0 | 3–1   | CAN 2008     |

## Palmarès

### En club
- Vainqueur de la coupe de la CAF en 1999 avec l'Étoile du Sahel
- Vainqueur de la coupe de la Ligue en 2004 avec le FC Sochaux
- Champion de France de Division 2 en 2001 avec le FC Sochaux
- Vice-champion de Tunisie en 1999, en 2000 et en 2011 avec l'Étoile du Sahel
- Finaliste de la coupe de Tunisie en 2011 avec l'Étoile du Sahel
- Finaliste de la coupe de la Ligue en 2003 avec le FC Sochaux

### En équipe de Tunisie
- 41 sélections et 21 buts entre 2004 et 2008
- Vainqueur de la coupe d'Afrique des nations en 2004
- Participation à la coupe d'Afrique des nations en 2004 (vainqueur) et en 2006 (quarts de finaliste)

### Distinctions individuelles
- Meilleur buteur du championnat de Tunisie de Ligue I en 1999 (14 buts)
- Meilleur buteur du championnat de France de Ligue II en 2001 (21 buts)
- Co-meilleur buteur de la coupe d'Afrique des nations en 2004 (4 buts)